# Mahabaleshwar
Mahabaleshwar (dew.: महाबळेश्वर) – miasto położone w dystrykcie Satara w stanie Maharashtra w Indiach. Popularna górska miejscowość wypoczynkowa. Również miejsce przyciągające pielgrzymów ze względu na źródła świętej rzeki Krishny.

## Geografia
Współrzędne geograficzne Mahabaleshwaru to 17° 92' N 73° 67' E. Miasto jest położone na wysokości 1353 m n.p.m. w dolinie otoczonej pięcioma wzgórzami z pasma Ghatów Zachodnich w pobliżu rzeki Kryszny.

## Demografia
Według spisu z 2001, Mahabaleshwar był zamieszkiwany przez 12 736 osób.